# 할루미
할루미(그리스어: χαλλούμι), 헬림(튀르키예어: hellim), 또는 할룸(아랍어: حلوم)은 키프로스의 치즈이다. 주로 양젖과 염소젖을 섞어 만들지만, 가끔 소젖을 함께 넣어 만들기도 한다. 녹는점이 높아 구워 먹는 경우가 많다. 키프로스, 그리스, 터키와 레반트에서 즐겨 먹는다.

## 이름
그리스어 "할루미(χαλλούμι)"는 이집트 아랍어 "할룸(حلوم)"에서 나왔는데, 이는 다시 "치즈"를 뜻하는 콥트어 "할롬(ϩⲁⲗⲱⲙ)/알롬(ⲁⲗⲱⲙ)"을 차용한 것이다.

## 같이 보기
- 치즈 커드